# Anthropornis
Anthropornis – rodzaj eoceńskich pingwinów antarktycznych oraz południowoaustralijskich. Prawie cały materiał kopalny, na który składają się przede wszystkim izolowane kości, pochodzi z północnej części Półwyspu Antarktycznego (formacja La Meseta, Wyspa Seymour). Przedstawiciele gatunku typowego (A. nordenskjoeldi) są, obok Pachydyptes ponderosus z eocenu Nowej Zelandii, największymi pingwinami znanymi nauce. Ptaki te ważyły ponad 80 kg, zaś ich długość całkowita przekraczała 165 cm.